# 气体分离
气体分离是将混合气体中的一种或多种组分分离纯化的过程，常见的技术有低温蒸馏技术和振荡吸附技术。
膜可用作气体分离，且在小规模的气体分离中常具有经济优势。膜分离的应用之一是20世纪40年代，曼哈顿计划中使用了无机组分的膜来分离铀的同位素气体（六氟化铀）。它在天然气处理、氢气回收等过程中也有应用。商用的无机多孔膜主要是陶瓷膜（氧化铝、二氧化硅等）和多孔金属膜（银、不锈钢等）。金属有机框架材料膜作为一种杂化材料也被用于气体分离。